# 懷特豪斯鎮區 (北卡羅萊納州羅伯遜縣)
懷特豪斯鎮區（英語：Whitehouse Township）是位於美國北卡羅萊納州羅伯遜縣的一個鎮區。

## 地方資料
懷特豪斯鎮區的面積為59.83平方千米，皆為陸地。根據2020年美國人口普查的數據，當地共有人口749人，而人口密度為每平方千米12.52人。